# Aux-Aussat
Aux-Aussat är en kommun i departementet Gers i regionen Occitanien i sydvästra Frankrike. Kommunen ligger i kantonen Miélan som tillhör arrondissementet Mirande. År 2022 hade Aux-Aussat 272 invånare.

## Befolkningsutveckling
Antalet invånare i kommunen Aux-Aussat
Referens:INSEE